# Monteagudo (Tucumán)
Monteagudo es una localidad argentina ubicada en el Departamento Simoca de la provincia de Tucumán. Se encuentra sobre la RN 157, a 500 m del río Medina.
La villa nació en 1870, con el tendido del ferrocarril. Originalmente se denominó Villa Télfener, en honor a Giuseppe Telfener, constructor de la línea. Luego se adoptó el nombre en referencia a Bernardo de Monteagudo, tucumano e intelectual de la Revolución de Mayo. La villa viene creciendo en población a costa de muchas personas de la zona que pierden sus casas con las crecidas de los ríos Medina, Chico y Gastona.

## Población
Cuenta con 880 habitantes (Indec, 2010), lo que representa un incremento del 8% frente a los 815 habitantes (Indec, 2001) del censo anterior.
| Gráfica de evolución demográfica de Monteagudo entre 1991 y 2010 |
|                                                                  |
| Fuente: Censos nacionales del INDEC                              |

## Palominos
Palominos es un paraje dentro del ejido de la Comuna de Monteagudo (anteriormente perteneciente a Villa Chicligasta). Tiene dos accesos desde la RN 157: la primera es el "Camino Loma de la Piedra" y el segundo es el camino principal que está a la altura del km 1181, el cual cuenta con una garita para descenso y ascenso de colectivos).
Luego de 6 km por el camino principal, se encuentra el Pueblo Los Peres, luego el Pueblo Melcho y finalmente el embalse de Río Hondo.